# MANNINGEN
『MANNINGEN』（まにんげん）は、2007年10月27日から2009年3月18日までフジテレビで放送された生放送の深夜番組。

## 概要
「一番普通な人間こそ、一番素晴らしいのではないか?」という仮説の下、当たり前の答えを出し続ける事の出来る最も普通の人間「MANNINGEN（真人間）」を決定する視聴者参加型の「一攫千金世論調査型ゲーム」番組である。
賞金は回によって異なる（以下に後述）が、最終的にMANNINGENの栄光を掴んだ参加者に賞金が与えられる。複数の場合は人数分で山分けとなる。なおMANNINGENが出なかった場合は次回にキャリーオーバーされる。

### NHKとの相互乗り入れ
2009年は、1月10日にNHK教育テレビジョンが、3月1日にフジテレビジョンが、それぞれ50周年を迎える節目の年となった。
そこで、前年に『お台場から生放送! 秋の夜長もさだまさし』と『第59回NHK紅白歌合戦』＋『クイズ!ヘキサゴンII』で、小野文惠と中村仁美が“相互乗り入れ”を果たした実績を基に、両者が手を組み、若者について考える共同企画を立ち上げることとなった。これが「イチか?バチか?（一か八か）プロジェクト 若者の底力」（イチか?バチか?とは、NHK総合テレビジョンとフジテレビジョンの東京都でのチャンネル=アナログ・デジタルのリモコンキーIDとも=から取ったもの）である。
まず、NHK側でかつて放送されていた『真剣10代しゃべり場』の変形バージョンとして『真剣中年しゃべり場』を畠山智之の進行で送り、その討議内容を基にしてこの番組を展開する。その直後には両者による同時生放送が行われた。
その宣伝として、NHK教育テレビ50歳の当日、司会の戸部洋子がラフくん・ガチャピン・ムックとともに小野が進行役に入っているNHK『土曜スタジオパーク』へ乗り込み、畠山とともに共同企画のPRを行った。

## 番組内容
参加者はあらかじめ、番組公式サイトにて発表される選択式の質問（基本的には2択、たまに3択以上）「MANNINGENチョイス!」を見て、締切までに「MANNINGEN」公式携帯サイトよりエントリー（回答）する。
その後、番組冒頭で発表される最終選択1問「最終MANNINGENチョイス!」を締め切りまで(このチョイスの発表が行われる直前)に回答して、初めてエントリー完了となる。
「最終MANNINGENチョイス!」を含めた全ての質問で多数派の選択肢を選んだ人間を「MANNINGEN（=真人間）」とし、スタジオ内でくす玉も割られ、賞金の10万円を「MANNINGEN」で山分け。もし、その回で「MANNINGEN」が現れなかった場合、賞金は次回にキャリーオーバーとなる。
司会の古田新太とゲストは、視聴者と同じように挑戦し「NINGENとしての点数」を出していたが、2008年2月9日放送分～7月9日の5ヶ月間、「どちら（どれ）が多数派になるか」を予想して「空気読める率」の高さで争う形式になった。その対決に負けた方は自腹を切り次回の賞金に上乗せするルールとなった。そのルールが決まった次の回には自腹で支払う金額が「一万円」「五千円」「三千円」「千円」のどれかを（それぞれ幅の比率が4:3:2:1となっており、金額が高くなるにつれて幅も広くなっている）ルーレットにより決定するルールも追加された。正解率が同じ場合は古田・ゲストともに自腹を切る。
また、「MANNINGENチョイス!のタマゴ」と題して視聴者から聞いてみたい質問を募集していた。採用された場合、番組のロゴで描かれている天秤を持ったキャラクターの顔が大きくプリントされたオリジナルのTシャツが1問採用につき1枚送られた。
2008年3月までは、司会の古田新太が自分についての事（ズボンやジーパンについての事柄）を述べ、ナレーターが「最終-」を発表した後、オープニングに入っていたが、時間が短縮されたため廃止された。その後はスペシャル版など時間のある場合に行われた。
ちなみに全放送で最も多い選択肢の数は2008年2月16日(#15)放送分に初登場した12択の質問。

## 質問数・「MANNINGEN」誕生有無の推移
| 放送日                                | 賞金       | 質問数 | 参加者数   | 「MANNINGEN」該当者 括弧内は1人あたりの獲得金額 | 賞金の支払い額                  | ゲスト                                                 |
| ------------------------------------- | ---------- | ------ | ---------- | ----------------------------------------------- | ------------------------------- | ------------------------------------------------------ |
| 2007年10月27日(#01)                   | ¥100,000   | 20問   | 3144人     | 該当者なし                                      | なし                            | 木村祐一 YOU                                           |
| 2007年11月3日(#02)                    | ¥200,000   | 20問   | 4523人     | 該当者なし                                      | なし                            | 天野ひろゆき MEGUMI                                    |
| 2007年11月10日(#03)                   | ¥300,000   | 16問   | 7466人     | 「MANNINGEN」誕生 7名(¥42,857獲得)              | なし                            | 久本雅美                                               |
| 2007年11月17日(#04)                   | ¥100,000   | 16問   | 8087人     | 「MANNINGEN」誕生 2名(¥50,000獲得)              | なし                            | 土田晃之                                               |
| 2007年11月24日(#05)                   | ¥100,000   | 16問   | 8743人     | 「MANNINGEN」誕生 6名(¥14,444獲得)              | なし                            | バナナマン                                             |
| 2007年12月1日(#06)                    | ¥100,000   | 18問   | 9629人     | 「MANNINGEN」誕生 2名(¥50,000獲得)              | なし                            | 小倉優子                                               |
| 2007年12月8日(#07)                    | ¥100,000   | 18問   | 9807人     | 「MANNINGEN」誕生 3名(¥33,333獲得)              | なし                            | 南海キャンディーズ                                     |
| 2007年12月15日(#08)                   | ¥100,000   | 20問   | 11975人    | 「MANNINGEN」誕生 2名(¥50,000獲得)              | なし                            | 劇団ひとり                                             |
| 2007年12月22日(#09)                   | ¥100,000   | 20問   | 11213人    | 該当者なし                                      | なし                            | 有野晋哉                                               |
| 2008年1月5日(SP)                      | ¥2,000,000 | 20問   | 65622人    | 該当者なし                                      | なし                            | (芸能人20人)                                           |
| 2008年1月12日(#10)                    | ¥1,200,000 | 20問   | 20828人    | 「MANNINGEN」誕生 6名(¥200,000獲得)             | なし                            | 友近                                                   |
| 2008年1月19日(#11)                    | ¥100,000   | 20問   | 18567人    | 「MANNINGEN」誕生 3名(¥33,333獲得)              | なし                            | 松尾貴史                                               |
| 2008年1月26日(#12)                    | ¥1,100,000 | 20問   | 21198人    | 「MANNINGEN」誕生 4名(¥275,000獲得) 過去最高額  | なし                            | ビビる大木 安田美沙子                                  |
| 2008年2月2日(#13)                     | ¥100,000   | 20問   | 24040人    | 「MANNINGEN」誕生 2名(¥50,000獲得)              | なし                            | スピードワゴン                                         |
| 2008年2月9日(#14)                     | ¥100,000   | 20問   | 20119人    | 「MANNINGEN」誕生 1名(¥100,000獲得)             | 古田 - 5000円                   | 木村祐一                                               |
| 2008年2月16日(#15)                    | ¥105,000   | 20問   | 20457人    | 「MANNINGEN」誕生 2名(¥52,500獲得)              | 古田 - 5000円                   | 麒麟                                                   |
| 2008年2月23日(#16)                    | ¥105,000   | 20問   | 19951人    | 「MANNINGEN」誕生 4名(¥26,250獲得)              | 古田 - 3000円 ゲスト - 5000円   | サンドウィッチマン                                     |
| 2008年3月1日(#17)                     | ¥108,000   | 20問   | 34184人    | 「MANNINGEN」誕生 3名(¥36,000獲得)              | ゲスト - 5000円                 | 小池栄子                                               |
| 2008年3月8日(#18)                     | ¥105,000   | 16問   | 35341人    | 「MANNINGEN」誕生 8名(¥13,125獲得)              | 古田 - 1000円                   | ブラックマヨネーズ                                     |
| 2008年3月15日(#19)                    | ¥101,000   | 16問   | 33185人    | 「MANNINGEN」誕生 2名(¥50,500獲得)              | 古田 - 5000円                   | 市川由衣 中越典子                                      |
| 2008年3月29日(SP)                     | ※1         | 10問   | 13241人    | 「MANNINGEN」誕生 165名                         | なし                            | 松尾貴史、YOU、 磯野貴理、 サンドウィッチマン          |
| 2008年4月9日(#20)                     | ¥105,000   | 16問   | 27299人    | 「MANNINGEN」誕生 5名(¥21,000獲得)              | 古田 - 10000円                  | 相沢真紀 スザンヌ                                      |
| 2008年4月16日(#21)                    | ¥110,000   | 16問   | 25721人    | 「MANNINGEN」誕生 7名(¥15,714獲得)              | ゲスト - 3000円                 | ハリセンボン                                           |
| 2008年4月23日(#22)                    | ¥103,000   | 16問   | 24765人    | 「MANNINGEN」誕生 1名(¥103,000獲得)             | 古田 - 1000円                   | 柴田理恵                                               |
| 2008年4月30日(#23)                    | ¥101,000   | 16問   | 27100人    | 「MANNINGEN」誕生 8名(¥12,625獲得)              | 古田 - 10000円 ゲスト - 10000円 | 夏川純 山本梓                                          |
| 2008年5月7日(#24)                     | ¥320,000   | 16問   | 33172人    | 「MANNINGEN」誕生 12名(¥26,666獲得)             | 古田 - 5000円                   | 八田亜矢子 小林はるか                                  |
| 2008年5月14日(#25)                    | ¥105,000   | 16問   | 32145人    | 「MANNINGEN」誕生 11名(¥9,545獲得)              | 古田 - 10000円                  | 磯野貴理 ラサール石井                                  |
| 2008年5月21日(#26)                    | ¥110,000   | 16問   | 32387人    | 「MANNINGEN」誕生 7名(¥15,714獲得)              | ゲスト - 5000円                 | YOU 千原ジュニア                                       |
| 2008年5月28日(#27)                    | ¥105,000   | 16問   | 32616人    | 「MANNINGEN」誕生 11名(¥9,545獲得)              | ゲスト - 3000円                 | 草野 徹・ 山田まりやご夫妻                             |
| 2008年6月4日(#28)                     | ¥303,000   | 16問   | 40045人    | 「MANNINGEN」誕生 30名(¥10,100獲得)             | ゲスト - 10000円                | 大倉孝二 堀内敬子                                      |
| 2008年6月11日(#29)                    | ¥110,000   | 16問   | 36372人    | 「MANNINGEN」誕生 4名(¥27,500獲得)              | 古田 - 10000円 ゲスト - 5000円  | 三谷幸喜                                               |
| 2008年6月18日(#30)                    | ¥115,000   | 16問   | 35984人    | 「MANNINGEN」誕生 1名(¥115,000獲得)             | 古田 - 10000円 ゲスト - 10000円 | 松井絵里奈                                             |
| 2008年6月25日(#31)                    | ¥120,000   | 18問   | 36634人    | 「MANNINGEN」誕生 9名(¥13,333獲得)              | ゲスト - 5000円                 | 大沢あかね                                             |
| 2008年7月2日(#32)                     | ¥105,000   | 18問   | 35050人    | 「MANNINGEN」誕生 4名(¥26,250獲得)              | 古田 - 5000円 ゲスト - 10000円  | 石田純一                                               |
| 2008年7月9日(#33)                     | ¥115,000   | 18問   | 38033人    | 「MANNINGEN」誕生 1名(¥115,000獲得)             | 古田 - 3000円 ゲスト - 5000円   | 井上和香                                               |
| 2008年7月16日(#34)                    | ¥108,000   | 18問   | 39347人    | 「MANNINGEN」誕生 1名(¥108,000獲得)             | なし                            | 山本高広                                               |
| 2008年7月23日(#35) 2008年7月30日(#36) | ¥500,000   | 19問   | 46839人    | 「MANNINGEN」誕生 4名(¥125,000獲得)             | なし                            | 森山未來                                               |
| 2008年8月6日(#37)                     | ¥500,000   | 20問   | 47892人    | 「MANNINGEN」誕生 2名(¥250,000獲得)             | なし                            | 品川庄司 はるな愛                                      |
| 2008年8月13日(#38)                    | ¥500,000   | 20問   | 46484人    | 「MANNINGEN」誕生 2名(¥250,000獲得)             | なし                            | 次長課長 マリエ                                        |
| 2008年8月20日(#39)                    | ¥500,000   | 20問   | 46429人    | 「MANNINGEN」誕生 3名(¥166,666獲得)             | なし                            | FUJIWARA 浜田ブリトニー                                |
| 2008年8月27日(#40)                    | ¥100,000   | 20問   | 41983人    | 「MANNINGEN」誕生 5名(¥20,000獲得)              | なし                            | たむらけんじ 里田まい                                  |
| 2008年9月3日(#41)                     | ¥100,000   | 20問   | 41611人    | 「MANNINGEN」誕生 1名(¥100,000獲得)             | なし                            | 藤木直人 内田滋                                        |
| 2008年9月10日(#42)                    | ¥100,000   | 20問   | 42780人    | 「MANNINGEN」誕生 4名(¥25,000獲得)              | なし                            | DAIGO 安めぐみ                                         |
| 2008年9月17日(#43)                    | ¥100,000   | 20問   | 41970人    | 「MANNINGEN」誕生 6名(¥16,666獲得)              | なし                            | 狩野英孝 大沢あかね                                    |
| 2008年9月24日(#44)                    | ¥100,000   | 16問   | 41418人    | 「MANNINGEN」誕生 50名(¥2,000獲得)              | なし                            | 山本太郎 木下優樹菜                                    |
| 2008年10月8日(#45)                    | ¥1,000,000 | 20問   | 55597人    | 「MANNINGEN」誕生 11名(¥90,909獲得)             | なし                            | ブラックマヨネーズ はるな愛 西川史子 里田まい 水嶋ヒロ |
| 2008年10月15日(#46)                   | ¥100,000   | 16問   | 44496人    | 「MANNINGEN」誕生 31名(¥3,223獲得)              | なし                            | 池田鉄洋 中越典子                                      |
| 2008年10月22日(#47)                   | ¥100,000   | 16問   | 42469人    | 「MANNINGEN」誕生 62名(¥1,612獲得)              | なし                            | 水道橋博士 優木まおみ                                  |
| 2008年10月29日(#48)                   | ¥100,000   | 16問   | 41208人    | 「MANNINGEN」誕生 46名(¥2,173獲得)              | なし                            | 有吉弘行 柳原可奈子                                    |
| 2008年11月5日(#49)                    | ¥100,000   | 16問   | 39344人    | 「MANNINGEN」誕生 10名(¥10,000獲得)             | なし                            | 八嶋智人 エド・はるみ                                  |
| 2008年11月12日(#50)                   | ¥100,000   | 16問   | 39722人    | 「MANNINGEN」誕生 21名(¥4,761獲得)              | なし                            | 草野仁                                                 |
| 2008年11月15日(SP)                    | ¥1,000,000 | 20問   | 49111人    | 「MANNINGEN」誕生 10名(¥100,000獲得)            | なし                            | (芸能人9人)                                            |
| 2008年11月15日(SP)                    | ¥2,000,000 | 20問   | 101230人   | 「MANNINGEN」誕生 24名(¥83,333獲得)             | なし                            | (芸能人9人)                                            |
| 2008年11月19日(#51)                   | ¥100,000   | 16問   | 54142人    | 「MANNINGEN」誕生 2名(¥50,000獲得)              | なし                            | 沢村一樹 佐藤江梨子                                    |
| 2008年11月26日(#52)                   | ¥100,000   | 16問   | 49962人    | 「MANNINGEN」誕生 3名(¥33,333獲得)              | なし                            | 保阪尚希 岩佐真悠子                                    |
| 2008年12月03日(#53)                   | ¥100,000   | 16問   | 47846人    | 「MANNINGEN」誕生 49名(¥2,040獲得)              | なし                            | 関根勤 浜口順子                                        |
| 2008年12月10日(#54)                   | ¥100,000   | 16問   | 47752人    | 「MANNINGEN」誕生 24名(¥4,166獲得)              | なし                            | 入江雅人 misono                                        |
| 2008年12月17日(#55)                   | ¥100,000   | 16問   | 45847人    | 「MANNINGEN」誕生 26名(¥3,846獲得)              | なし                            | 溝端淳平 大島麻衣                                      |
| 2009年01月07日(#56)                   | ¥100,000   | 16問   | 43948人    | 「MANNINGEN」誕生 7名(¥14,285獲得)              | なし                            | 陣内孝則 矢口真里                                      |
| 2009年01月14日(#57)                   | ¥100,000   | 16問   | 39371人    | 「MANNINGEN」誕生 12名(¥8,333獲得)              | なし                            | 温水洋一 西川史子                                      |
| 2009年01月21日(#58)                   | ¥100,000   | 16問   | 5172人     | 「MANNINGEN」誕生 6名(¥16,666獲得)              | なし                            | 松嶋尚美 ふかわりょう                                  |
| 2009年01月28日(#59)                   | ¥100,000   | 16問   | 39185人    | 「MANNINGEN」誕生 25名(¥4,000獲得)              | なし                            | 東貴博 近藤しづか                                      |
| 2009年02月04日(#60)                   | ¥100,000   | 16問   | 38498人    | 「MANNINGEN」誕生 5名(¥20,000獲得)              | なし                            | 勝地涼 木村了                                          |
| 2009年02月11日(#61)                   | ¥100,000   | 16問   | 37742人    | 「MANNINGEN」誕生 3名(¥33,333獲得)              | なし                            | 宮藤官九郎 大沢あかね                                  |
| 2009年02月18日(#62)                   | ¥100,000   | 16問   | 36907人    | 「MANNINGEN」誕生 13名(¥7,692獲得)              | なし                            | 大槻義彦                                               |
| 2009年02月25日(#63)                   | ¥100,000   | 16問   | 41997人    | 「MANNINGEN」誕生 7名(¥5,555獲得)               | なし                            | 小倉優子                                               |
| 2009年03月04日(#64)                   | ¥100,000   | 16問   | 39674人    | 「MANNINGEN」誕生 12名(¥8,333獲得)              | なし                            | ナイツ                                                 |
| 2009年03月11日(#65)                   | ¥100,000   | 16問   | 37250人    | 「MANNINGEN」誕生 7名(¥14,285獲得)              | なし                            | ベッキー                                               |
| 2009年03月18日(#66)                   | ¥100,000   | 16問   | 37534人    | 「MANNINGEN」誕生 17名(¥5,882獲得)              | なし                            | 上川隆也                                               |
| 2009年03月28日(SP)                    | ¥500,000   | 20問   | 22174人 ※2 | 「MANNINGEN」誕生 5名(¥100,000獲得)             | なし                            | 関根麻里 柳原可奈子 木下優樹菜                         |

- ※放送回数は、放送枠移動前と移動後の合計。(レギュラーのみ)
- ※1…「模擬テスト」のため賞金は無く、代わりに「MANNINGENグッズ」が(全参加者からの抽選ではあるが)商品となった。
- ※2…30歳未満の若者のみ参加。
- 2008年4月9日(#20)放送分では、13問目に新東京タワー（現・東京スカイツリー）のネーミング候補に関する選択が用意されていたが、選択肢に誤りがあったため全員正解の扱いとした。このため、この回の有効質問数は15問だった。
- 2008年7月16日（#34）放送分では、ゲストの山本高広の真人間診断テストと題され、古田は予想をしなかった。このため2008年7月23日（#35）放送分への賞金の上乗せはされなかった（理由は下記）。

### 新春特番
2008年1月5日16:00 - 17:30で1時間半の新春生特番を放送。翌週12日から同時ネットとなる岡山放送でも放送された。ゲストは20名で、賞金は200万円に増額。
このスペシャルでは全20問であったが該当者はなく（18問の時点で3人残っていたが19問目で全員脱落となった）キャリーオーバーが発生した。
この緊急事態により、1月5日分の200万円は、次週にあたる1月12日と1月26日放送分に100万円ずつに分割してキャリーオーバー。
また、1月12日放送では、その前の回（2007年12月22日放送分）はキャリーオーバーを発生させたため、賞金は120万円となった。結果、6名がMANNINGENに。1月26日放送では、110万円（前週が10万円で3名が「MANNINGEN」に）が総額となり、4名（最大27万5千円）が「MANNINGEN」になった。もし、1月12日から1月26日までの間も該当者なしとなった場合、2月2日の放送分では250万円までに膨れていた。

### GWスペシャル
2008年5月7日分はGWスペシャルとして賞金が30万円に増額された。なお、放送時間は通常通りだった。

### 2008年6月4日放送分
2008年6月4日放送分は賞金が30万円に増額された。加えて選択肢は、15問目まですべて2択（最終のみ12択）となった。なお、放送時間はすぽると!が北京オリンピックバレーボール世界最終予選による放送枠10分拡大（すぽると!#放送時間参照）のため、10分遅れの24:55 - 25:18で放送した。

### 夏休み突入スペシャル
2008年7月23日放送分は夏休み突入スペシャルとして賞金が50万円に増額された。
賞金増額に伴い「最終MANNINGENチョイス!」が2問出題されたが、2問目の「MANNINGENチョイス」発表後、放送直前に岩手県で発生した地震に関する報道特別番組に差し替えられた。そのため、結果発表は2008年7月30日放送分にて行われた。なお、その翌週の放送分は、番組中断のお詫びもこめて賞金は再び50万円となった。しかし、古田は「番組が終わるんじゃないの?」と不安そうなコメントをした。

### 100万円スペシャル
2008年10月8日放送分は1周年を記念して賞金が100万円に増額された。
この回から番組はリニューアルされ、古田は衣装を変え「MANNINGEN王子」としての位置づけにし、セットは当初からある番組キャラクターを模った天秤以外はほぼ全て無くなっていて、背景は番組ロゴを張った壁のみになり、そこに選択のテロップを載せるようになった。SEやBGMなども多少変わっている。
また、ゲストがいかに50％ずつになる「MANNINGENチョイス!」を出せるかを競う「50:50MANNINGENチョイス!」のコーナーも登場。
この回からスペシャルだけ「スーパーMANNINGEN司会者」として草野仁が番組を仕切ることになった。

### 給付金スペシャル
2008年11月15日放送分は「生放送に参加しよう〜携帯だけで300万円!!マニンゲン給付金SP」と題して15:30 - 17:30の2時間の特番を放送。
「MANNINGENチョイス!」を2回行い、賞金額はそれぞれ100万円、200万円に増額された。
この回のゲストは、石田純一、磯野貴理、劇団ひとり、関根麻里、次長課長、田山涼成、椿姫彩菜、西山茉希の9人。
2回目のチョイスでは10万1230人と初の10万人超えを記録した。

## 出演者
- 古田新太
- 中村仁美（フジテレビアナウンサー） - 2007年10月27日〜2008年4月9日（4月9日は電話出演）、2008年9月24日
- 戸部洋子（フジテレビアナウンサー） - 2008年4月9日〜
- ほかゲスト数名
- ナレーション : 竹本英史

## テーマ曲

### オープニングテーマ
- 「ホワットエヴァー（Whatever）」歌:Oasis（番組開始 - 2008年2月2日）
- 「MANNINGENの歌」歌:美津留（2008年1月26日 - 3月15日）

前述の通り、オープニングテーマは廃止された。

### エンディングテーマ
- 「泡盛週末」 歌:かりゆし（番組開始 - 2008年2月2日）
- 「精一杯の だけど」 歌:missM（2008年2月9日 - ）
- 2008年7月9日以降はオリコンシングルチャート1位の曲を「今週1位の多数派ソング」として流していた。

## ネット局
- フジテレビ
- 岡山放送（2008年1月5日 - 3月29日）
- 岩手めんこいテレビ（2008年4月9日 - 2009年3月18日）
- 仙台放送（2008年4月9日 - 2009年3月18日）

生放送のため、ネット局全てで同時ネット放送だったが、公式サイトなどでは「地域によって放送時間が異なる」と言う旨の断りがあった。
2008年4月からは放送日が毎週水曜日に変わり、新たに岩手めんこいテレビと仙台放送がネット局に加わったが、それまでネットを行っていた岡山放送は編成上の都合により、3月29日放送の『MANNINGEN総研』をもって打ち切りとなった。

## 放送枠の変遷
- 土曜 25:45 - 26:15（DO!深夜枠、2007年10月27日 - 2008年3月29日）
- 水曜 24:45 - 25:08（2008年4月9日 - 2009年3月18日）

フジテレビの土曜深夜の競馬番組以降の生放送番組は、深夜戦隊ガリンペロ以来4年半ぶりとなる。

## スタッフ
- 企画：小松純也・鈴木修太・森崎正伸（フジテレビ）
- 構成：倉本美津留
- 作家：金森直哉、川野将一、ソケット
- TD：菅野恒雄（共同テレビ）
- カメラ：磯前裕之・大石飛雄馬（共同テレビ）
- VE：川崎淳（共同テレビ）
- 音声：久馬邦一（共同テレビ）
- 照明：鈴木喜雅（FLT）
- 美術：木村文洋
- セットデザイン：桐山三千代（フジテレビ）
- 美術進行：村瀬大
- 大道具：松本達也
- アクリル装飾：斉藤祐介
- メイク：齋藤久子
- 衣裳：佐藤孝二、岡野陽子
- 音響効果：小堀一（OKK）
- 編集：伊藤賢俊（共同エディット）
- MA：中村貴明（共同エディット）
- CG：岡本英士・徳永晶子（フジテレビ）
- タイトル：久保田幸（フジテレビ）
- CG送出：小島伸夫、小松崎千絵
- 電子タイトル：入船裕美
- サイト制作：二宮麻都子、橋本愛、清水美幸、index.
- 広報：谷川有季（フジテレビ）
- TK：本田悦子
- FD：永野慶一郎
- ディレクター：高橋敬子、渡邊美香、井村由加
- プロデューサー：吉見健士（共同テレビ）
- 演出：河井二郎（共同テレビ）
- 制作協力：共同テレビ
- 制作著作：フジテレビ